# Aymeric Pradines
 (février 2021).
La mise en forme du texte ne suit pas les recommandations de Wikipédia : il faut le « wikifier ».
Les points d'amélioration suivants sont les cas les plus fréquents :
- Les titres sont pré-formatés par le logiciel. Ils ne sont ni en capitales, ni en gras.
- Le texte ne doit pas être écrit en capitales (les noms de famille non plus), ni en gras, ni en italique, ni en « petit »…
- Le gras n'est utilisé que pour surligner le titre de l'article dans l'introduction, une seule fois.
- L'italique est rarement utilisé : mots en langue étrangère, titres d'œuvres, noms de bateaux, etc.
- Les citations ne sont pas en italique mais en corps de texte normal. Elles sont entourées par des guillemets français : « et ».
- Les listes à puces sont à éviter, des paragraphes rédigés étant largement préférés. Les tableaux sont à réserver à la présentation de données structurées (résultats, etc.).
- Les appels de note de bas de page (petits chiffres en exposant, introduits par l'outil «  Source ») sont à placer entre la fin de phrase et le point final[comme ça].
- Les liens internes (vers d'autres articles de Wikipédia) sont à choisir avec parcimonie. Créez des liens vers des articles approfondissant le sujet. Les termes génériques sans rapport avec le sujet sont à éviter, ainsi que les répétitions de liens vers un même terme.
- Les liens externes sont à placer uniquement dans une section « Liens externes », à la fin de l'article. Ces liens sont à choisir avec parcimonie suivant les règles définies. Si un lien sert de source à l'article, son insertion dans le texte est à faire par les notes de bas de page.
- La présentation des références doit suivre les conventions bibliographiques. Il est recommandé d'utiliser les modèles {{Ouvrage}}, {{Chapitre}}, {{Article}}, {{Lien web}} et/ou {{Bibliographie}}. Le mode d'édition visuel peut mettre en forme automatiquement les références.
- Insérer une infobox (cadre d'informations à droite) n'est pas obligatoire pour parachever la mise en page.

Pour une aide détaillée, merci de consulter Aide:Wikification.
Si vous pensez que ces points ont été résolus, vous pouvez retirer ce bandeau et améliorer la mise en forme d'un autre article.
Aymeric Pradines est un athlète français de bras de fer sportif né le 31 août 1986 et originaire de Toulouse. 
Multiple champion de France en catégorie −100 kg et en toutes catégories,. Il est le numéro 1 français de la discipline en −100 kg et aussi en toutes catégories, bras droit et bras gauche. Il figure également parmi les meilleurs ferristes du monde, dans le Top 20 mondial.  
Aymeric est surnommé "The Handsome" ou "The Beast", athlète puissant il est aussi considéré comme un athlète technique et versatile pouvant s'adapter à son adversaire.  
Il exerce la profession de kinésithérapeute. Il est licencié au club de Toulouse (Toulouse Arm Wrestling Club), où il enseigne avec pédagogie ce sport en compagnie de notamment Bastien Cervelli l'espoir montant du Bras de Fer Sportif Français,,. 
En 2012 il participe à son premier championnat du monde professionnel en Pologne, le Nemiroff World Cup, où il termine à la 6ème place dans la même catégorie que la légende John Brzenk qui remportera la compétition. Quelques années plus tard, à ce même championnat du monde renommé Zloty Tur Pro World Cup en 2015, il obtiendra la médaille de Bronze, le premier Français à décrocher une médaille à cette prestigieuse compétition. 
En 2017, Il est le protagoniste avec Jozsef Lovei du film documentaire français Iron Side réalisé par Victor Alexis sur le bras de fer sportif,.
En 2019, il affronte en duel (Vendetta) de 5 rounds le champion du Monde et d'Europe en titre et légende de la discipline le Bulgare, Krasimir Kostadinov à Nice.  Aymeric s'inclinera sur le score de 4 à 1 mais réussira à vaincre son adversaire au second rounds après un combat intense et très serré.

## Mensurations
- Taille : 1,80 m[1]
- Poids : 95-105kg
- Biceps : 48-50cm
- Avant-bras : 43-45cm
- Poignet : 21 cm

## Records
- Développé couché : 165kg[1],[15]
- Soulevé de terre à une main : 180kg
- Strict Curl Biceps : 90kg
- Sit Curl Biceps : 105kg

## Palmarès

### International
- 2012: Xmen Armwrestling tournoi international Paris : 1er place toutes catégories[1],[12]
- 2014: A1 Russian Open World Cup : 6ème place
- 2015: Championnat d'Europe EAF : 4ème place -100 kg[16]
- 2015: Zloty Tur Pro World Cup : 3ème Place -95kg[11]
- 2016: WAL Europe: 1er place -100kg[17]

### Vendetta (Duel)
- 2012 Victoire -  Xmen vendetta Paris Supermacth 5-0 vs Vasile Manole (Bras Droit - Multiple Champion de Roumanie)[18]
- 2013 Victoire - Armwars pro Series "uprising" Supermacth 4-2 vs Garry Rickett (Bras Gauche - Champion du monde Master & Champion d’Angleterre toute catégories)
- 2013 Victoire - Armwars pro Series "Redline" Supermatch 4-2 vs Rumen Draganov (Bras Gauche - Champion d’Espagne toutes Catégories)
- 2014 Victoire - Armwars pro Series "Intensity" Supermatch 6-0 Bras Gauche / 3-3 Bras Droit vs Tommi Kokkare (Champion toutes catégories de Suède)
- 2017 Victoire - Spartacus Vendetta 5-0 vs Jozsef Lovei (Bras Droit - Champion du monde Master et multiple champion de France)
- 2019 Défaite - Éric Favre Festival Vendetta 1-4 vs Krasimir Kostadinov (Bras Gauche - Champion de Bulgarie et Champion Europe, Monde, Zloty)

## FFForce
En 2019, le bras de fer sportif a intégré la Fédération Française de Force (FFForce). Depuis lors,  Aymeric Pradines occupe la fonction de vice-président de la FFForce chargé du Bras de Fer Sportif. Il est également Président de la commission sportive nationale du Bras de fer Sportif. Il œuvre depuis de nombreuses années au développement du bras de fer sportif en France. Grâce à son travail le Bras de Fer Sportif obtient enfin ses lettres de noblesse en étant officiellement reconnu comme une discipline sportive en France et agrée par le Ministère des Sports.